# Czynnik von Willebranda

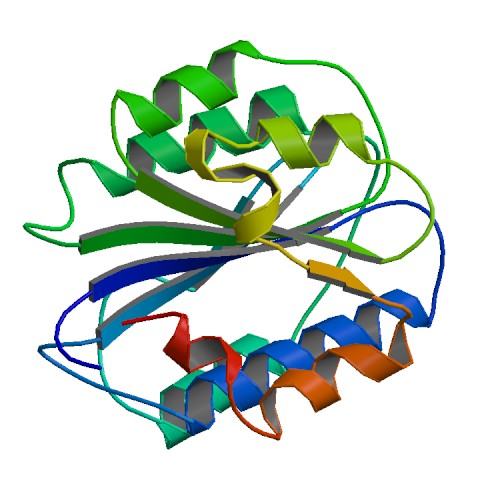
Model wstążkowy białka von Willebranda

Czynnik von Willebranda, VWF (z ang. von Willebrand factor) – niezbędny składnik krwi biorący udział w procesie jej krzepnięcia, duża glikoproteina zbudowana z kilku podjednostek kodowanych przez gen położony na chromosomie 12.
Czynnik von Willebranda jest niezbędny dla adhezji płytek do kolagenu w miejscu uszkodzonego naczynia. We krwi łączy się z czynnikiem VIII, chroniąc go przed przedwczesną degradacją. Niedobór tego białka powoduje wystąpienie choroby von Willebranda, a także może wywołać objawy niedoboru czynnika VIII.
Czynnik von Willebranda może być przydatnym wskaźnikiem w ocenie klinicznej i prowadzeniu leczenia pacjentów przed planowanymi chirurgicznymi lub przezskórnymi zabiegami na zastawkach sercowych.